# RANKL
核因子κ-B配體受體致活劑（Receptor activator of nuclear factor kappa-B ligand，RANKL）又称NF-κB受体激活蛋白配体，是一種在人體中由「TNFSF基因」轉譯出來的蛋白質。
RANKL為腫瘤壞死因子超家族的一員，屬於第二型穿膜蛋白。可以影響免疫系統和調控骨質新生和重塑。
RANKL在骨骼的新陳代謝方面，扮演著相當重要的角色。他是造骨細胞（osteoblast）膜上的一種膜蛋白（又被稱為CD254），可以活化蝕骨細胞（osteoclast），會加速蝕骨細胞破壞骨質並被吸收，為骨質更新的重要一環。當造骨細胞膜上的RANKL，活化了蝕骨細胞膜上的RANK蛋白，蝕骨作用就會開始。
RANKL的其他別名還有：「腫瘤壞死因子配體超家族成員11」（tumor necrosis factor ligand superfamily member 11，TNFSF11）、「腫瘤壞死因子相關誘導細胞因子」（TNF-related activation-induced cytokine，TRANCE）、「蝕骨細胞抑制因子配體」（osteoprotegerin ligand，OPGL）或蝕骨細胞分化因子（osteoclast differentiation factor，ODF）。

## 功能
RANKL是腫瘤壞死因子（tumor necrosis factor，TNF）超家族的一員，為蝕骨細胞抑制因子（osteoprotegerin）的配體，屬於一種Ⅱ型跨膜蛋白。RANKL可以增強成熟蝕骨细胞的活力，阻止破骨细胞凋亡。

免疫上，RANKL被視為是樹突細胞的存活因子。在「依賴T免疫反應」的途徑下（即反應必須經由輔助T細胞所致活），RANKL可阻止樹突細胞凋亡，促進T淋巴細胞增殖，且在淋巴細胞的早期發育和淋巴結的器官發育中發揮決定性的作用，這些作用可被OPG阻斷，而激活的T淋巴細胞表達的RANKL可直接促進蝕骨細胞生成，這些都提示OPG/RANK/RANKL系統可能是聯繫骨代謝與免疫系統之間的橋樑。
曾經有文獻指出，T細胞的活化會刺激破骨細胞生成以及骨質流失。
此外，RANKL還可以透過與「SRC激酶」（SRC kinase），以及「腫瘤壞死因子受體相關因子6」（tumor necrosis factor receptor-associated factor 6，TRAF6）形成信息複合物，以致活AKT/PKB等細胞凋亡抑制激酶。這些跡象指出RANKL可能具有調節細胞凋亡的功能。

## 動物實驗
實驗發現，將TNFSF基因剔除掉的老鼠，會導致嚴重的骨質石化症（Osteopetrosis），且會缺乏蝕骨細胞。此外，此種基因剔除鼠會在T淋巴球和B淋巴球的早期分化中，出現重大缺陷。且母鼠在懷孕期間的lobulo-alveolar mammary structures無法發育。

## 臨床上的重要性

### 骨骼
如果人體製造了過多的RANKL，會造成各式各樣的退化性骨骼疾病，例如類風濕性關節炎（rheumatoid arthritis）和乾癬性關節炎（psoriatic arthritis）。
第一項被FDA認可的RANKL抑制劑是denosumab抗體；其也可用來治療女性更年期後的骨質疏鬆。

### 乳癌
服用含有醋酸甲羥孕酮（medroxyprogesterone acetate，MPA）的藥物（一種合成黃體素，可應用於避孕以及替代激素療法）會增加得到乳癌的風險。MPA會促使乳腺上皮中的RANKL大量分泌，而誘發乳癌。因此RANKL抑制劑可望被用作預防乳癌的藥物。

## 延伸閱讀
- Whyte M. . N Engl J Med. 2006, 354 (8): 860–3. PMID 16495400. doi:10.1056/NEJMe068003. link（页面存档备份，存于）
- Buckley KA, Fraser WD. . Ann. Clin. Biochem. 2003, 39 (Pt 6): 551–6. PMID 12564836. doi:10.1258/000456302760413324.
- Jeffcoate W. . Diabetologia. 2005, 47 (9): 1488–92. PMID 15322748. doi:10.1007/s00125-004-1477-5.
- Collin-Osdoby P. . Circ. Res. 2005, 95 (11): 1046–57. PMID 15564564. doi:10.1161/01.RES.0000149165.99974.12.
- Whyte MP, Mumm S. . Journal of musculoskeletal & neuronal interactions. 2005, 4 (3): 254–67. PMID 15615493.
- Clohisy DR, Mantyh PW. . Journal of musculoskeletal & neuronal interactions. 2005, 4 (3): 293–300. PMID 15615497.
- Anandarajah AP, Schwarz EM. . J. Cell. Biochem. 2006, 97 (2): 226–32. PMID 16240334. doi:10.1002/jcb.20674.
- Baud'huin M, Duplomb L, Ruiz Velasco C, Fortun Y, Heymann D, Padrines M. . Expert Rev Anticancer Ther. 2007, 7 (2): 221–32. PMID 17288531. doi:10.1586/14737140.7.2.221.
- Yogo K, Ishida-Kitagawa N, Takeya T. . J. Bone Miner. Metab. 2007, 25 (4): 205–10. PMID 17593489. doi:10.1007/s00774-007-0751-2.
- Boyce BF, Xing L. . Arthritis Res. Ther. 2007,. 9 Suppl 1: S1. PMC 1924516 . PMID 17634140. doi:10.1186/ar2165.
- McClung M. . Arthritis Res. Ther. 2007,. 9 Suppl 1: S3. PMC 1924518 . PMID 17634142. doi:10.1186/ar2167.

## 外部連結
- RANKL Signaling Pathway
- 醫學主題詞表（MeSH）：RANKL+Protein

RANKL引用了美国国家医学图书馆提供的資料，这些資料属于公共领域。